# Тис (пам'ятка природи)
Тис — ботанічна пам'ятка природи місцевого значення в Україні. Об'єкт природно-заповідного фонду Львівської області.
Розташована в міста Яворів Львівської області, на вулиці Львівській, 27 (при вулиці Валовій).
Площа 0,05 га. Статус присвоєно 1984 року. Перебуває у віданні міськкомунгоспу.
Статус присвоєно для збереження дерева тиса.